# Чайка Павло Миколайович
Павло́ Микола́йович Ча́йка (позивний «Сігл» 24 червня 1988,  Рожище, Волинська область, УРСР — 29 вересня 2024,  Хорохорин, Волинська область, Україна) — капітан Збройних сил України, учасник російсько-української війни. 

## Життєпис
Народився у  Рожище на  Волині  у родині медиків. Навчався у Волинському військовому ліцеї, заочно вступив на юридичний факультет ВНУ ім. Лесі України.
У 2007 року вступає на строкову службу до ЗСУ, відслужив десантником у Миколаєві, перейшов на контракт. Після двох років служби у співпідрозділі Беркут, повернувся на контрактну службу.
У березні 2014 року був направлений служити на адміністративний кордон із Кримом. :
- Під  боїв за Красний Лиман підрозділ Чайки потрапив у засідку, росіяни заблокували захисників і обстрілювали їх із трьох сторін, Павло тоді отримав уламкове поранення. За оборону Красного Лиману нагороджений орденом «За мужність» ІІІ ступеня[5]
- Пережив бої під Зеленопіллям, де його бригаду обстрілювали зі сторони Росії, дві складних ротації у Донецькому аеропорту і на Дебальцівському плацдармі.[6]

За оборону Донецького аеропорту Павло отримав орден «За мужність» ІІ ступеня.
Перше офіцерське звання Павлу надали за захист донецького аеропорту.
- У лютому 2015р. брав участь у боях за Логвинове на Дебальцівському виступі. Відходили під прицільним вогнем танкових гармат ворога.

Після другого поранення у вересні 2016 року, Павло Чайка отримав призначення на нове місце служби — Головне управління розвитку та супроводження матеріального забезпечення ЗС України.

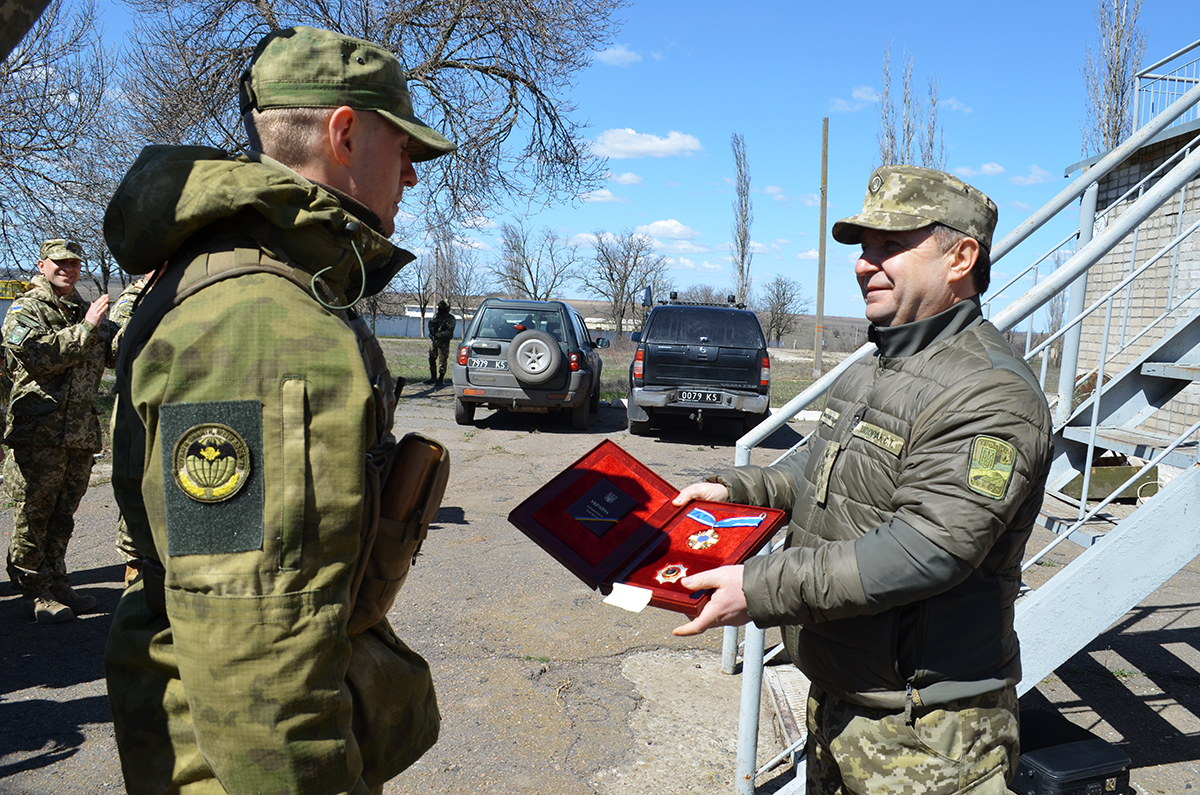
Міністр оборони України Полторак вручає Чайці орден «За мужність» І ступеня, 9.04.2015

Указом Президента України  26 лютого 2015 року за мужність і героїзм, проявлені в боях на Дебальцівському плацдармі, нагороджений орденом «За мужність» І ступеня.
Загинув 29 вересня 2024 року в ДТП поблизу села Хорохорин Луцького району.

## Особисте життя
У жовтні 2016 року одружився 

## Цікаві факти
- 2018 р.  взяв участь у марафоні морської піхоти США.[12]
- Створив ГО "UKRAINIAN VETERANS MARATHON".[13][первинне джерело]
- 13 квітня 2019 року брав участь у Віденському балі в Києві.[14]
- консультував  режисера Ахтема Сеітаблаєва на зйомках фільму про захисників Донецького аеропорту.[15]

## Нагороди і почесні звання
- Орден «За мужність» I ступеня.[7]
- Орден «За мужність» II ступеня.[16]
- Орден «За мужність» III ступеня[5]
- Нагрудний знак «За взірцевість у військовій службі» ІІІ ступеня[17]
- «Почесний громадянин міста Рожище» (2015).[18]
- Орден «Народний Герой України» (2016).[19]